# Juncus longistylis
Juncus longistylis är en tågväxtart som beskrevs av John Torrey. Juncus longistylis ingår i släktet tåg, och familjen tågväxter. Inga underarter finns listade i Catalogue of Life.